# Lasius schiefferdeckeri
Lasius schiefferdeckeri — викопний вид мурашок з роду Lasius (підродина Formicinae). Виявлений у пізньоеоценовому європейському бурштині (близько 40 млн років).

## Опис
Один з наймасовіших викопних мурах у пізньоеоценовому європейському бурштині (близько 40 млн років), де його частка складає 15—24 % від усіх інших мурах, зокрема за різними видами бурштину: балтійський бурштин 15,2—19,5 %, біттерфельдський — 24,5 %, рівненський — 23,8 % і скандинавський — 23,6 %. Довжина тіла робочих мурах 2,5—4,2 мм, самок — 4—6 мм, самців — 2,5—3,5 мм. Враховуючи типи його захоронення, його гнізда, ймовірно, розміщувалися на деревах і мурахи робили дороги до колоній з попелицями. Із сучасних видів до нього найближчі Lasius alienus Förster і L. sitkaensis Pergande.